# PETA

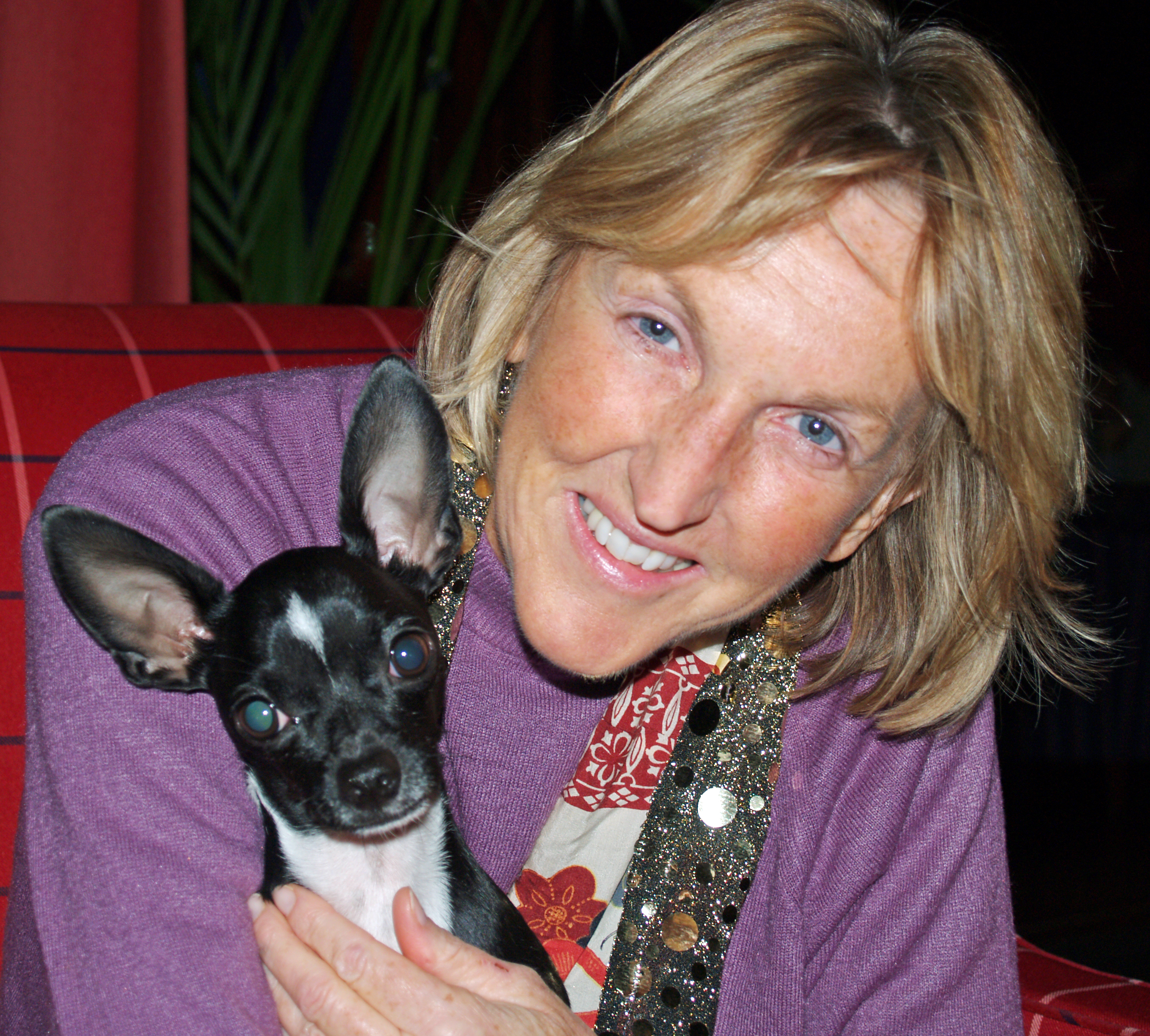
Ingrid Newkirk

People for the Ethical Treatment of Animals (PETA) este o organizație pentru drepturile animalelor, cu sediul în Norfolk, Virginia, înființată în anul 1980 de Ingrid Newkirk, președintele internațional al acesteia. . Având peste două milioane de membrii și suporteri în toată lumea, este considerat cel mai mare grup care luptă pentru drepturile animalelor, din lume.  PETA este cunoscută pentru modul drastic, uneori chiar agresiv, în care militează pentru convingerile ei, mai ales prin campaniile de promovare neconvenționale în care implică vedete de cinema care iubesc animalele.
Fondată în 1980, organizația luptă împotriva testărilor pe animale, creșterii acestora pentru blană și folosirea în divertisment, Newkirk declarând că „scopul nostru este eliberarea totală a animalelor”. Sloganul folosit este „animalele nu sunt ale noastre pentru a le mânca, a le purta, a le folosi la experimente sau pentru divertismentul nostru”." PETA este criticată pentru eutanasierea majoritații animalelor ținute în captivitate din motivații financiare. 

## Premiul PETA
Organizația oferă un premiu în valoare de 1 milion USD, acelei echipe care va reusi să inventeze și să comercializeze cu succes carne de pui sintetică produsă în laborator, pornind de la celule stem.  PETA militând de ani buni împotriva felului în care sunt crescuți și sacrificați puii destinați consumului în fermele avicole. De asemenea, PETA susținând că modalitatea de creștere a animalelor este o sursă importantă de gaze cu efect de seră, astfel că înlocuirea cărnii obținute tradițional cu cea sintetică este și o cale de a micșora poluarea și de a lupta împotriva încălzirii globale.
Pentru a câștiga premiul, competitorii trebuie să comercializeze carnea sintetică la un preț comparabil cu cea naturală, în cel puțin 10 dintre cele 50 de state ale S.U.A., până la data de 04 martie 2014. 